# 傑爾扎尼夫卡 (杜納伊夫齊區)
48°50′41″N 26°55′47″E / 48.84472°N 26.92972°E
傑爾扎尼夫卡（烏克蘭語：Держанівка）是位於烏克蘭西部赫梅利尼茨基州裏卡緬涅茨-波多利斯基區的杜納伊夫齊市鎮的村莊，面積1.24平方公里，海拔高度274米，2001年人口412，人口密度每平方公里332.3人。